# الیکایی نوک‌دراز برزیلی

تصویری از الیکایی نوک‌دراز برزیلی

الیکایی نوک‌دراز برزیلی (نام علمی: Cantorchilus longirostris) نام یک گونه از سرده کنارخوان‌ها است.